# Justicia polystachya
Justicia polystachya är en akantusväxtart som beskrevs av Jean-Baptiste de Lamarck. Justicia polystachya ingår i släktet Justicia och familjen akantusväxter. Inga underarter finns listade i Catalogue of Life.